# Maigetter Peak
Maigetter Peak är en bergstopp i Antarktis. Den ligger i Västantarktis. Inget land gör anspråk på området. Toppen på Maigetter Peak är 590 meter över havet.
Terrängen runt Maigetter Peak är huvudsakligen kuperad, men åt sydost är den platt. Trakten är obefolkad. Det finns inga samhällen i närheten.